# Sarah Kistner
Sarah Kistner (* 11. Dezember 1997 in Frankfurt am Main) ist eine deutsche Langstrecken-, Cross- und Bergläuferin.

## Berufsweg
Ihr Abitur legte Kistner 2016 mit den Leistungskursen Mathematik und Chemie ab und begann anschließend ein Mathematikstudium an der Johann Wolfgang Goethe-Universität Frankfurt am Main.

## Sportliche Karriere
Sarah Kistner begann 2012 ihre sportliche Laufbahn ohne Wettkampfambitionen gemeinsam mit ihrer Mutter Sabine Kistner, ebenfalls einer Bergläuferin, mit der sie das Grundlagentraining rund um Altkönig und Großen Feldberg absolvierte. Um bei den Deutschen Berglaufmeisterschaften starten zu können, trat Kistner im September 2013 dem MTV Kronberg bei. 2012 bestritt sie mit dem Altköniglauf (20 km; 315 Hm) ihren ersten Wettkampf und konnte diesen sogleich gewinnen. Bereits 2014 war sie mit drei Medaillen auf internationaler Ebene erfolgreichste hessische Nachwuchsleichtathletin.
Bei den Berglauf-Weltmeisterschaften 2014 in Casette di Massa (Italien) gewann Kistner mit dem U20-Team Gold in der Mannschaft und Silber in der Einzelwertung. Bei den Crosslauf-Europameisterschaften 2014 in Samokow (Bulgarien) holte sie mit der deutschen U20-Mannschaft die Bronzemedaille. Zudem konnte Kistner mit Platz drei bei den Deutschen Jugendmeisterschaften über 3000 Meter in der Altersklasse U18 überzeugen.
2015 gewann Kistner sowohl im Einzel als auch mit der Mannschaft in der Altersklasse U20 die Goldmedaille bei den Berglauf-Europameisterschaften in Porto Moniz auf Madeira (Portugal). 33:38 Minuten über 10 Kilometer bei den Great 10k Berlin bedeuteten Rang zwei in der deutschen U20-Jahresbestenliste hinter Alina Reh (TSV Erbach).
2016 war ihr bis dato größter Erfolg der Sieg bei den Berglauf-Weltmeisterschaften in Saparewa Banja (Bulgarien) in der Einzelwertung, dazu kam Silber in der Mannschaftswertung (Altersklasse U20). Im Oktober 2016 gab Kistner beim Great Scottish Run in Glasgow ihr Debüt auf der Halbmarathondistanz. Mit einer Zeit von 1:13:41 h übertraf sie sowohl den deutschen U20-Jugendrekord als auch die hessische U23-Bestleistung. Ende Januar 2017 wurde allerdings bekannt gegeben, dass der Kurs bei Nachmessungen für etwa 150 Meter zu kurz befunden wurde. Somit verlieren sämtliche Zeiten ihre Gültigkeit. Hochgerechnet hätte Kistner die verbliebene Distanz allerdings in etwas mehr als 30 Sekunden bewältigt und wäre somit immer noch deutlich unter beiden Bestleistungen geblieben.
2017 musste Kistner nach einer angerissenen Sehne im Fuß ihre geplanten Frühjahrsrennen beim 10-km-Straßenlauf „Rund um das Bayer-Kreuz“ und beim Berliner Halbmarathon absagen, sodass sie ihren Saisoneinstieg erst bei den Deutschen Berglauf-Meisterschaften 2017 geben konnte. Auf der 13,8 km langen Strecke mit 887 Metern Höhendifferenz von Bayerisch Eisenstein auf den Großen Arber konnte sie ihren ersten deutschen Meistertitel gewinnen. Eine Woche später lief sie beim Aletsch-Halbmarathon, dem höchstgelegenen Halbmarathon Europas, auf den zweiten Platz, musste auf einen Start bei den Berglauf-Europameisterschaften 2017 im slowenischen Kamnik jedoch wiederum aufgrund einer Sehnenreizung verletzungsbedingt verzichten.
Bei der turnusgemäßen Wahl ihrer Sprecher Mitte März 2018 wählten die Berglaufkaderathleten Kistner für zwei Jahre zu ihrer Sprecherin, die an der neu ausgerichteten Fachkommission Berglauf teilhaben wird.
2019 musste sie die Berglauf-Europameisterschaften 2019 in Zermatt (Schweiz) wegen einer Erkältung am Wettkampftag absagen. Im Rahmen des Radklassikers Eschborn–Frankfurt nahm Kistner am Jedermannrennen Škoda Velotour über 100 Kilometer teil und gewann den Titel „TISSOT Bergkönigin“ der Bergwertung am Großen Feldberg.
2020 wurde Anfang April Kistner als Athletensprecherin wiedergewählt.
Kistner gehörte zum C-Kader des Deutschen Leichtathletik-Verbandes (DLV) und war seit der Leistungssportreform bis zur Saison 2017/18 im Nachwuchskader 1 U23.

## Persönliche Bestzeiten
(Stand: 7. März 2018)
- 3000 m: 9:30,68 min, 20. Juni 2015, Schweinfurt
- 5000 m: 16:26,17 min, 19. Juni 2016, Kassel
- 5-km-Straßenlauf: 16:32 min, 31. Dezember 2015, Trier
- 10-km-Straßenlauf: 33:38 min, 11. Oktober 2015, Berlin
- Halbmarathon: 1:13:41 h, 2. Oktober 2016, Glasgow[11]

## Persönliche Erfolge
International
- U20-Weltmeisterin im Berglauf 2016
- U20-Europameisterin im Berglauf 2015
- Fünfte der U20-EM 2015 (5000 m)
- Sechste Cross-EM U20 2015 (1. im Team)

National
- Sechste der DM 2016 (5000 m)
- Deutsche U20-Meisterin 2015 (5000 m)
- Dritte der U20-DM 2015 (3000 m)

| Datum/Jahr    | Rang | Wettbewerb                | Austragungsort   | Zeit     | Bemerkung                                                  |
| ------------- | ---- | ------------------------- | ---------------- | -------- | ---------------------------------------------------------- |
| 29. Sep. 2019 | 3    | Hochfelln-Berglauf        | Bergen           | 00:54:19 | 46. int. Adelholzener Hochfelln-Berglauf (8,9 km; 1074 Hm) |
| 4. Sep. 2019  | 1    | Abendsportfest Pfungstadt | Pfungstadt       | 00:17:34 | 4. Abendsportfest Pfungstadt 2019 (5000 m)                 |
| 1. Sep. 2019  | 1    | Hochgratberglauf          | Oberstaufen      | 00:41:22 | 43. Int. Hochgratberglauf (6,04 km; 850 Hm)                |
| 28. Juli 2019 | 4    | Schlickeralmlauf          | Telfes im Stubai | 01:12:09 | 31. Int. Schlickeralmlauf (11,5 km; 1100 Hm)               |
| 26. Mai 2019  | 1    | Gamperney-Berglauf        | Grabs            | 00:53:32 | 35. Gamperney-Berglauf (8,8 km; 1000 Hm)                   |
| 14. Apr. 2019 | 1    | Feldberglauf              | Oberursel        | 00:44:28 | 30. Feldberglauf (9,7 km; 585 Hm)                          |

| Datum/Jahr    | Rang | Wettbewerb         | Austragungsort   | Zeit     | Bemerkung                                                                           |
| ------------- | ---- | ------------------ | ---------------- | -------- | ----------------------------------------------------------------------------------- |
| 30. Sep. 2018 | 9    | Hochfelln-Berglauf | Bergen           | 00:55:10 | 45. int. Adelholzener Hochfelln-Berglauf (8,9 km; 1074 Hm)                          |
| 1. Sep. 2018  | 3    | Brockenlauf        | Ilsenburg        | 01:00:21 | Deutsche Berglauf-Meisterschaften 2018 (11,7 km; 890 Hm)                            |
| 29. Juli 2018 | 8    | Schlickeralmlauf   | Telfes im Stubai | 01:13:19 | 30. Int. Schlickeralmlauf, österreichische Berglaufmeisterschaft (11,5 km; 1100 Hm) |
| 15. Apr. 2018 | 2    | Feldberglauf       | Oberursel        | 00:47:16 | 29. Feldberglauf (9,7 km; 585 Hm)                                                   |

| Datum/Jahr    | Rang | Wettbewerb               | Austragungsort       | Zeit     | Bemerkung                                                  |
| ------------- | ---- | ------------------------ | -------------------- | -------- | ---------------------------------------------------------- |
| 15. Okt. 2017 | 1    | Offenbacher Mainuferlauf | Offenbach am Main    | 00:35:09 | 25. Offenbacher Mainuferlauf (10 km)                       |
| 24. Sep. 2017 | 2    | Hochfelln-Berglauf       | Bergen               | 00:50:37 | 44. int. Adelholzener Hochfelln-Berglauf (8,9 km; 1074 Hm) |
| 18. Juni 2017 | 2    | Aletsch-Halbmarathon     | Bettmeralp           | 01:52:16 | 32. Aletsch-Halbmarathon Bettmeralp (1050 Höhenmeter)      |
| 10. Juni 2017 | 1    | Arberland Berglauf       | Bayerisch Eisenstein | 01:06:17 | Deutsche Berglauf-Meisterschaften 2017 (13,8 km; 887 Hm)   |

| Datum/Jahr    | Rang | Wettbewerb                              | Austragungsort    | Zeit     | Bemerkung                                                                       |
| ------------- | ---- | --------------------------------------- | ----------------- | -------- | ------------------------------------------------------------------------------- |
| 31. Dez. 2016 | 1    | Silvesterlauf Frankfurt                 | Frankfurt am Main | 00:33:13 | 38. Spiridon Silvesterlauf (9,7 km)                                             |
| 2. Okt. 2016  | 7    | Great Scottish Run                      | Glasgow           | 01:13:41 | Bank of Scotland Great Scottish Run (Halbmarathon); Strecke 149,7 Meter zu kurz |
| 11. Sep. 2016 | 1    | Berglauf-Weltmeisterschaften            | Saparewa Banja    | 00:22:48 | 32. Berglauf-Weltmeisterschaften U20 (3,6 km, 531 Hm)                           |
| 7. Aug. 2016  | 3    | Tegelberglauf                           | Schwangau         | 00:48:25 | Deutsche Berglauf-Meisterschaften 2016 (8 km; 920 Hm)                           |
| 19. Juni 2016 | 6    | Deutsche Leichtathletik-Meisterschaften | Kassel            | 00:16:27 | 116. Deutsche Leichtathletik-Meisterschaften (5000 m)                           |
| 1. Juni 2016  | 1    | Abendsportfest Pfungstadt               | Pfungstadt        | 00:09:38 | 2. Abendsportfest Pfungstadt 2016 (3000 m)                                      |
| 24. Apr. 2016 | 6    | Würzburger Residenzlauf                 | Würzburg          | 00:34:22 | 28. Würzburger Residenzlauf – Lauf der Asse Frauen (10 km)                      |
| 28. März 2016 | 1    | Rodgauer Osterlauf                      | Rodgau            | 00:34:41 | 38. Rodgauer Osterlauf (10 km)                                                  |
| 5. März 2016  | 2    | Deutsche Crosslauf-Meisterschaften      | Herten            | 00:16:37 | Deutsche Crosslaufmeisterschaften U20 4500 m                                    |
| 9. Jan. 2016  | 4    | Great Edinburgh X-Country               | Edinburgh         | 00:14:23 | Internationaler Crosslauf U20 (4000 m)                                          |

| Datum/Jahr    | Rang | Wettbewerb                                    | Austragungsort   | Zeit     | Bemerkung                                                              |
| ------------- | ---- | --------------------------------------------- | ---------------- | -------- | ---------------------------------------------------------------------- |
| 31. Dez. 2015 | 7    | Silvesterlauf Trier                           | Trier            | 00:16:31 | 26. Int. Silvesterlauf Trier – Sparkassen-Elite-Lauf der Frauen (5 km) |
| 13. Dez. 2015 | 6    | Crosslauf-Europameisterschaften               | Hyères           | 00:13:35 | 22. Crosslauf-Europameisterschaften U20 (4157 m)                       |
| 14. Nov. 2015 | 3    | Cross Pforzheim                               | Pforzheim        | 00:15:31 | Sparkassen Cross Pforzheim U20 (4800 m)                                |
| 11. Okt. 2015 | 10   | Grand 10 Berlin                               | Berlin           | 00:33:38 | ASICS Grand 10 Berlin (10 km)                                          |
| 27. Sep. 2015 | 2    | Hochfelln-Berglauf                            | Bergen           | 00:51:58 | 42. int. Adelholzener Hochfelln-Berglauf (8,9 km; 1074 Hm)             |
| 7. Aug. 2015  | 1    | Malberglauf                                   | Hausen           | 00:26:10 | 16. Malberglauf (6 km; 370 Hm); Streckenrekord                         |
| 25. Aug. 2015 | 3    | Deutsche Leichtathletik-Jugendmeisterschaften | Jena             | 00:09:32 | 74. Deutsche Leichtathletik-Jugendmeisterschaften U20 (3000 m)         |
| 19. Juli 2015 | 5    | Leichtathletik-Junioreneuropameisterschaften  | Eskilstuna       | 00:16:32 | 23. Leichtathletik-Junioreneuropameisterschaften U20 (5000 m)          |
| 4. Juli 2015  | 1    | Berglauf-Europameisterschaften                | Porto Moniz      | 00:21:26 | 14. Berglauf-Europameisterschaften U20 (4 km, 400 Hm)                  |
| 20. Juni 2015 | 1    | Internationale U18-Gala                       | Schweinfurt      | 00:09:31 | Internationale U18-Gala (3000 m)                                       |
| 3. Juni 2015  | 1    | Abendsportfest Pfungstadt                     | Pfungstadt       | 00:09:33 | 2. Abendsportfest Pfungstadt 2015 (3000 m)                             |
| 16. Mai 2015  | 2    | Hundseck-Berglauf                             | Bühlertal        | 00:31:27 | Deutsche Berglauf-Meisterschaften 2015 (9,5 km; 776 Hm)                |
| 2. Mai 2015   | 1    | Deutsche 10.000-Meter-Meisterschaften         | Ohrdruf          | 00:16:34 | Deutsche Meisterschaften 10.000 m, U20 5000 m                          |
| 19. Apr. 2015 | 1    | Hannover-Marathon                             | Hannover         | 00:35:18 | 25. HAJ Hannover Marathon (10 km)                                      |
| 7. März 2015  | 2    | Deutsche Crosslauf-Meisterschaften            | Markt Indersdorf | 00:17:11 | Deutsche Crosslaufmeisterschaften U20 4400 m                           |

| Datum/Jahr    | Rang | Wettbewerb                                    | Austragungsort         | Zeit     | Bemerkung                                                              |
| ------------- | ---- | --------------------------------------------- | ---------------------- | -------- | ---------------------------------------------------------------------- |
| 31. Dez. 2014 | 12   | Silvesterlauf Trier                           | Trier                  | 00:16:54 | 25. Int. Silvesterlauf Trier – Sparkassen-Elite-Lauf der Frauen (5 km) |
| 14. Dez. 2014 | 19   | Crosslauf-Europameisterschaften               | Samokow                | 00:15:09 | 21. Crosslauf-Europameisterschaften U20 (3857 m)                       |
| 23. Nov. 2014 | 1    | Darmstadt-Cross                               | Darmstadt              | 00:15:01 | 29. Darmstadt-Cross U20 (4400 m)                                       |
| 28. Sep. 2014 | 5    | Hochfelln-Berglauf                            | Bergen                 | 00:56:27 | 41. int. Adelholzener Hochfelln-Berglauf (8,9 km; 1074 Hm)             |
| 14. Sep. 2014 | 2    | Berglauf-Weltmeisterschaften                  | Massa                  | 00:20:38 | 30. Berglauf-Weltmeisterschaften U20 (3,8 km)                          |
| 10. Aug. 2014 | 3    | Deutsche Leichtathletik-Jugendmeisterschaften | Bochum                 | 00:09:52 | 73. Deutsche Leichtathletik-Jugendmeisterschaften U18 (3000 m)         |
| 12. Juli 2014 | 2    | Hauchenberglauf                               | Weitnau                | 00:35:22 | 32. Walter Riedle Hauchenberglauf (6,8 km; 509 m)                      |
| 2. Juli 2014  | 1    | Abendsportfest Pfungstadt                     | Pfungstadt             | 00:09:56 | 3. Abendsportfest Pfungstadt 2014 (3000 m)                             |
| 29. Juni 2014 | 2    | Osterfelder Berglauf                          | Garmisch-Partenkirchen | 01:20:23 | 34. Osterfelder Berglauf (11,9 km; 1297 m)                             |
| 4. Juni 2014  | 3    | Abendsportfest Pfungstadt                     | Pfungstadt             | 00:10:06 | 2. Abendsportfest Pfungstadt 2014 (3000 m)                             |
| 10. Mai 2014  | 1    | Hessische Meisterschaften Langstrecke         | Marburg                | 00:10:02 | Hessische Meisterschaften Langstrecke U18 (3000 m)                     |
| 13. Apr. 2014 | 2    | Feldberglauf                                  | Oberursel              | 00:45:52 | 25. Feldberglauf (9,7 km; 585 Hm)                                      |

| Datum/Jahr    | Rang | Wettbewerb           | Austragungsort         | Zeit     | Bemerkung                                  |
| ------------- | ---- | -------------------- | ---------------------- | -------- | ------------------------------------------ |
| 30. Juni 2013 | 1    | Osterfelder Berglauf | Garmisch-Partenkirchen | 01:25:21 | 33. Osterfelder Berglauf (11,9 km; 1297 m) |